# Saara Aalto
Saara Sofia Aalto (Oulunsalo, 2 mei 1987) is een Finse zangeres, songwriter en voice-over. Ze deed in 2012 mee aan het eerste seizoen van The Voice of Finland, waarin ze tweede werd. Aalto heeft ook twee keer deelgenomen aan de Finse nationale finale om het land te vertegenwoordigen op het Eurovisiesongfestival, maar beide keren werd ze tweede. De nummers waarmee ze meedeed, Blessed with Love en No Fear, behoren tot haar grootste hits. Verder werd Aalto tweede tijdens het dertiende seizoen van The X Factor UK, met 40,4% van de stemmen in de finale. Sindsdien hebben meerdere artiesten, onder wie Adam Lambert, interesse in samenwerking getoond.
Aalto vertegenwoordigde Finland op het Eurovisiesongfestival 2018, gehouden in de Portugese hoofdstad Lissabon. Ze werd hiervoor intern geselecteerd door de Finse omroep Yle. Haar lied werd in maart 2018 gekozen in de show Uuden Musiikin Kilpailu, sinds 2012 de Finse nationale voorronde voor het Eurovisiesongfestival. Uit drie mogelijke inzendingen werd Monsters gekozen als het winnende lied. In het Eurovisiesongfestival bereikte ze de finale, waar ze op 12 mei eindigde als 25e. 
In de eerste maanden van 2019 deed Aalto mee aan de Engelse versie van Dancing on Ice. Met haar schaatspartner Hamish Gaman werd ze uiteindelijke 3de, met 10,49% van de stemmen in de finale. Haar meest besproken schaatsoptreden was dat tijdens de derde uitzending. Tijdens deze uitzending combineerde zij schaatsen met live zingen op haar eigen versie van Let It Go (Frozen).
1961: Laila Kinnunen · 
1962: Marion Rung · 
1963: Laila Halme · 
1964: Lasse Mårtenson · 
1965: Viktor Klimenko · 
1966: Ann-Christine Nyström · 
1967: Fredi · 
1968: Kristina Hautala · 
1969: Jarkko & Laura · 
1971: Markku Aro & Koivistolaiset · 
1972: Päivi Paunu & Kim Floor · 
1973: Marion Rung · 
1974: Carita · 
1975: Pihasoittajat · 
1976: Fredi & The Friends · 
1977: Monica Aspelund · 
1978: Seija Simola · 
1979: Katri Helena · 
1980: Vesa-Matti Loiri · 
1981: Riki Sorsa · 
1982: Kojo · 
1983: Ami Aspelund · 
1984: Kirka · 
1985: Sonja Lumme · 
1986: Kari Kuivalainen · 
1987: Vicky Rosti & Boulevard · 
1988: Boulevard · 
1989: Anneli Saaristo · 
1990: Beat · 
1991: Kaija · 
1992: Pave · 
1993: Katri Helena · 
1994: CatCat · 
1996: Jasmine · 
1998: Edea · 
2000: Nina Åström · 
2002: Laura · 
2004: Jari Sillanpää · 
2005: Geir Rönning · 
2006: Lordi · 
2007: Hanna Pakarinen · 
2008: Teräsbetoni · 
2009: Waldo's People · 
2010: Kuunkuiskaajat · 
2011: Paradise Oskar · 
2012: Pernilla Karlsson · 
2013: Krista Siegfrids · 
2014: Softengine · 
2015: Pertti Kurikan Nimipäivät · 
2016: Sandhja · 
2017: Norma John · 
2018: Saara Aalto · 
2019: Darude feat. Sebastian Rejman · 
2021: Blind Channel · 
2022: The Rasmus · 
2023: Käärijä · 
2024: Windows95Man ·
2025: Erika Vikman
- Gemeinsame Normdatei: 1168911559
- International Standard Name Identifier: 0000 0004 0764 1409
- MusicBrainz: f46f6a57-230a-4bde-97ec-c49531893c4f
- Virtual International Authority File: 2119153954917805680003